# Piane Crati
Piane Crati (Chiànë in calabrese, Chianè in greco bizantino)  è un comune italiano di 1 298 abitanti della provincia di Cosenza in Calabria. Sorge su un colle a 609 metri s.l.m. a SE di Cosenza, nell'area geografica della Presila. La sua superficie è la meno estesa tra i 404 comuni della Calabria.

## Storia

### Simboli
Lo stemma comunale e il gonfalone sono stati concessi con decreto del presidente della Repubblica del 15 febbraio 1977.
Il gonfalone è un drappo troncato di bianco e di azzurro.

## Società

### Evoluzione demografica
Abitanti censiti